# Callophrys androflavus
Callophrys androflavus är en fjärilsart som beskrevs av Josif Capuse 1963. Callophrys androflavus ingår i släktet Callophrys och familjen juvelvingar. Inga underarter finns listade i Catalogue of Life.